# UBTG – Курайя/DIC-3
UBTG – Курайя/DIC-3 – газопровід на сході Саудівської Аравії, який забезпечує живлення індустріальних споживачів.
В кінці 1980-х за кілька десятків кілометрів на південь від Даммаму почалось введення енергоблоків ТЕС Курайя, основним паливом якої є природний газ.
В 2013 – 2015 роках поряд стали до ладу ще дві потужні електростанції ТЕС Курайя I та ТЕС Курайя II, так само розраховані на використання блакитного палива. Щоб забезпечити їх ресурсом спорудили новий трубопровід-відгалуження від системи Утманія – Беррі, який має довжину 43 км, виконаний в діаметрі 1000 мм та спроможний подавати 17 млн м3 на добу.
В 2020 – 2021 роках у тому ж коридорі проклали трубопровід DM3FG-1, який має забезпечувати споживачів нових індустріальних зон King Salman Energy Park (SPARK) та Dammam Third Industrial City (DIC-3). Він має довжину 25 км, виконаний в діаметрі 400 мм та спроможний подавати 2,8 млн м3 на добу.